# 得撫島
得撫島（日语：／ Uruppu tō */?），俄語音譯乌鲁普岛（羅馬化：Urup），是俄羅斯千島群島中的一個島嶼，屬於薩哈林州管轄。該島位於千島群島的中央，是一個活火山，面積達1,400平方公里。该岛的俄语名及日语名皆来源于阿伊努語“/Urup”，意思是“虹鳟”。日本統治時期，該島在行政區劃上於北海道根室支廳得抚郡。1945年被蘇聯佔領，後來俄羅斯繼承此島主權。

## 歷史
- 包含乌鲁普岛，千島群島地區最初皆居住著原住民日本愛奴族。
- 1643年：荷蘭東印度公司登上此島，是除日本阿依努族以外的首次發現者。
- 18世紀：俄羅斯人為了毛皮原料，開始進入此島捕殺海獅。
- 1772年：日本阿依努族和俄羅斯人爆發衝突，俄羅斯人暫時退出此島，但之後俄羅斯人仍在本島活動。
- 1786年：日本探險家最上德內登上本島進行勘查。
- 1801年：最上德內立下「大日本屬島」的柱子。
- 1855年：日俄兩國簽訂《日俄和親通好條約》，確認得撫島以南的南千島群島（不含得撫島）為日本領土，此時得撫島為俄羅斯領土。
- 1875年：日俄兩國簽訂《庫頁島千島交換條約》，日本同意庫頁島屬於俄羅斯，換取整個千島群島屬於日本，此時得撫島成為日本領土。
- 明治後期：日本將此島劃為北海道根室支廳管轄，島上的原住民阿伊努族逐漸離開此島，日本和人開始遷入。
- 1945年8月：蘇聯撕毀《日蘇互不侵犯條約》進攻日本，於8月29日進佔得撫島。島上日本人被扣留，戰後送還到北海道。
- 1946年：蘇聯根據雅爾達會議和《波茨坦宣言》，宣佈領有此島主權。
- 1951年：日本在《舊金山和約》放棄千島群島及庫頁島（桦太）的主權。
- 1991年：蘇聯解體，俄羅斯宣布繼承蘇聯对此島的主權。

## 外部連結
- Остров Уруп в БСЭ （页面存档备份，存于） （俄文）